# Suimanga del miombo occidental
El suimanga del miombo occidental (Cinnyris gertrudis) és un ocell de la família dels nectarínids (Nectariniidae).

## Hàbitat i distribució
Viu als clars del bosc, matolls i terres de conreu de les terres baixes des d'Angola central i sud de la República Democràtica del Congo fins al su-oest de Tanzània i nord de Malawi.

## Taxonomia
Sovint considerada una subespècies de Cinnyris manoensis, van ser separats recentment.